# زغبة كستنائية
زغبة كستنائية (الاسم العلمي: Muscardinus avellanarius) (بالإنجليزية: Hazel Dormouse)‏ هي نوع من الحيوانات تتبع جنس الزغبة الشائعة من فصيلة الزغبات.